# Samuel Girard
För skridskoåkaren Samuel Girard, se Samuel Girard (skridskoåkare).
Samuel Girard, född 12 maj 1998, är en kanadensisk professionell ishockeyback som spelar för Colorado Avalanche i National Hockey League (NHL).

## Spelarkarriär
Han draftades i andra rundan i 2016 års draft av Nashville Predators som 47:e spelare totalt och signerade ett treårskontrakt med klubben den 29 september 2016.
Girard gjorde sin NHL-debut säsongen 2017–18 och två dagar senare gjorde Girard sitt första mål då mot Dallas Stars, 12 oktober 2017.
6 november 2017 ingick han i en bytesaffär där han skickades till Colorado Avalanche tillsammans med Vladislav Kamenev och ett andraval i draften 2018 i utbyte mot Kyle Turris. 31 juli 2019 skrev Girard på ett sjuårskontrakt med Avalanche värt $35 miljoner. Han var med och vann Stanley Cup med Avalanche 2022.

## Statistik

### Klubbkarriär
| 2013–14    | Jonquière Élites      | QMAAA      | 42  | 7  | 29  | 36  | 16  | —  | — | —  | —  | —  |
| 2014–15    | Shawinigan Cataractes | QMJHL      | 64  | 5  | 38  | 43  | 8   | 7  | 0 | 2  | 2  | 2  |
| 2015–16    | Shawinigan Cataractes | QMJHL      | 67  | 10 | 64  | 74  | 10  | 21 | 2 | 20 | 22 | 4  |
| 2016–17    | Shawinigan Cataractes | QMJHL      | 59  | 9  | 66  | 75  | 29  | 5  | 1 | 8  | 9  | 4  |
| 2016–17    | Milwaukee Admirals    | AHL        | 6   | 1  | 0   | 1   | 0   | 2  | 0 | 0  | 0  | 2  |
| 2017–18    | Nashville Predators   | NHL        | 5   | 1  | 2   | 3   | 2   | —  | — | —  | —  | —  |
| 2017–18    | Colorado Avalanche    | NHL        | 68  | 3  | 17  | 20  | 6   | 3  | 0 | 0  | 0  | 0  |
| 2018–19    | Colorado Avalanche    | NHL        | 82  | 4  | 23  | 27  | 6   | 9  | 0 | 2  | 2  | 0  |
| 2019–20    | Colorado Avalanche    | NHL        | 70  | 4  | 30  | 34  | 17  | 15 | 1 | 9  | 10 | 6  |
| 2020–21    | Colorado Avalanche    | NHL        | 48  | 5  | 27  | 32  | 16  | 10 | 0 | 5  | 5  | 2  |
| 2021–22    | Colorado Avalanche    | NHL        | 67  | 5  | 23  | 28  | 20  | 7  | 1 | 2  | 3  | 0  |
| 2022–23    | Colorado Avalanche    | NHL        | 76  | 6  | 31  | 37  | 16  | 7  | 0 | 2  | 2  | 2  |
| 2023–24    | Colorado Avalanche    | NHL        | 59  | 3  | 15  | 18  | 10  | 9  | 0 | 3  | 3  | 0  |
| 2024–25    | Colorado Avalanche    | NHL        | 73  | 3  | 21  | 24  | 14  | 7  | 1 | 2  | 3  | 0  |
| NHL totalt | NHL totalt            | NHL totalt | 548 | 34 | 189 | 223 | 107 | 67 | 3 | 25 | 28 | 10 |

### Internationellt
| År            | Lag           | Turnering     | Resultat      |   | Matcher | Mål | Assist | Poäng | Utv |
| ------------- | ------------- | ------------- | ------------- | - | ------- | --- | ------ | ----- | --- |
| 2014          | Canada Black  | U17           | 7:a           | 5 | 1       | 2   | 3      | 0     |     |
| 2015          | Kanada        | IH18          | 1             | 4 | 1       | 0   | 1      | 0     |     |
| Junior totalt | Junior totalt | Junior totalt | Junior totalt | 9 | 2       | 2   | 4      | 0     |     |

## Meriter och utmärkelser
| Merit                          | År         |
| ------------------------------ | ---------- |
| QMAAA                          |            |
| First All-Star Team            | 2014       |
| Top Defenceman                 | 2014       |
| QMJHL                          |            |
| All-Rookie Team                | 2015       |
| Raymond Lagacé Trophy          | 2015       |
| First All-Star Team            | 2016, 2017 |
| Emile Bouchard Trophy          | 2016       |
| Frank J. Selke Memorial Trophy | 2016       |
| CHL Sportsman of the Year      | 2016       |
| NHL                            |            |
| Stanley Cup                    | 2022       |